# Râul Arefu
Râul Arefu este unul afluent al râului Argeș din bazinul hidrografic omonim, Argeș.

## Hărți
- Harta Județul Argeș
- Munții Făgăraș  Arhivat în 8 septembrie 2013, la Wayback Machine.
- Alpinet - Munții Făgăraș